# Font Estremera

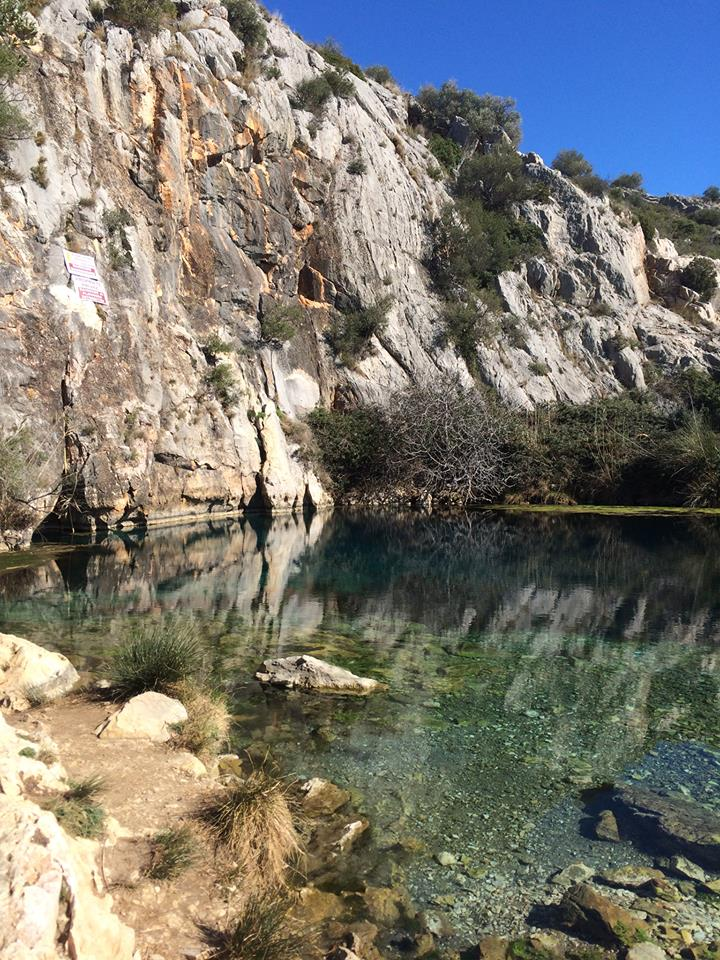
La Font d'Estramar

La Font Estremera (en francès Font d'Estramar), o Font de Salses, és una exsurgència situada al peu de les Corberes al terme municipal de Salses. És una de les dues exsurgències que alimenten l'Estany de Salses. És l'exsurgència més profunda entre les explorades a Europa i la cinquena del món.
Està situada ran de la costa occidental de l'Estany de Salses, a tocar de l'actual traçat de l'autopista La Catalana i a prop del traçat de la carretera departamental D - 900 i de la via del ferrocarril.

## Una font salada
L'aigua té la particularitat de ser salada a causa de la regressió de la mar Mediterrània (entre 100–120 m). La seva temperatura és constant durant tot l'any (17 -18°). El seu flux d'aigua és el més important de la zona, amb una mitjana de 2,11 m³/s.